# 津幡警察署
津幡警察署（つばたけいさつしょ）は、石川県警察が管轄する警察署の一つ。

## 所在地
- 河北郡津幡町加賀爪ヌ40番地3

## 管轄区域
- かほく市
- 河北郡
  - 津幡町
  - 内灘町

## 沿革
- 2004年（平成16年）3月1日 旧河北郡高松町、七塚町、宇ノ気町が新設合併・市制施行し、かほく市となったことにより、管轄市町村数が5町から1市2町となった。

## 組織
- 警務課
  - 警務係、警察安全相談係
- 留置管理課
  - 留置管理係、看守係
- 会計課
  - 会計係
- 生活安全課
  - 生活安全係、少年特犯係
- 地域課
  - 地域係、機動警ら第一係、機動警ら第二係、機動警ら第三係
- 刑事課
  - 統計係、強行係、盗犯係、鑑識係、知能・組織犯罪対策係
- 交通課
  - 企画規制係、指導取締係、事故捜査係
- 警備課
  - 警備係

## 交番

### かほく市
- 宇野気交番（かほく市宇野気1丁目38番地1）
- 高松交番（かほく市高松ク4番地1）

### 津幡町
- 津幡南交番（河北郡津幡町字太田は130番地3）

### 内灘町
- 内灘交番（河北郡内灘町字鶴ヶ丘2丁目308番地）

## 駐在所

### かほく市
- 宇野気駐在所（かほく市宇野気1丁目）

### 津幡町
- 倶利伽羅駐在所（河北郡津幡町字坂戸イ82番地3）
- 能瀬駐在所（河北郡津幡町字能瀬イ94番地2）

## 検問所
- 津幡検問所（石川県道59号高松津幡線太田南交差点付近にあった）

## 隣接する警察署
石川県警察
- 金沢東警察署
- 金沢西警察署
- 羽咋警察署

富山県警察
- 小矢部警察署